# Národní muzeum (Švédsko)
Národní muzeum (švédsky Nationalmuseum) sídlí ve Stockholmu a je největším muzeem umění ve Švédsku.

## Historie
První královskou sbírku založil král Gustav I. Vasa ve 2. třetině 16. století; postupně byla obohacována jeho následovníky a rozdělena mezi zámecké sbírky. Významné obohacení znamenala válečná kořist, přivezená z Čech za třicetileté války ze sbírek Rudolfa II. na Pražském hradě i z jiných českých fondů. Ta je dodnes z velké části v Drottningholmu. Jako národní sbírka se muzeum konstituovalo v době osvícenství roku 1792, roku 1822 vznikla samostatná Národní portrétní sbírka. K podstatnému rozšíření sbírek došlo s národně uvědomovacím hnutím během druhé a třetí třetiny 19. století. Stockholmskou budovu v neorenesančním stylu navrhl architekt Gustav Stüler roku 1866. Sbírky jsou dovedeny až do současnosti, silně je zastoupen švédský design 20. století.

## Současnost
V současnosti je ve sbírkách muzea shromážděno kolem 16 000 obrazů a soch; kromě toho je zde asi 30 000 předmětů uměleckých řemesel a světově významná sbírka grafiky.
Stálá expozice je uspořádána do souborů podle století, díla malířská a sochařská tvoří chronologickou osu v hlavních sálech, ostatní objekty je doprovázejí v menších postranních místnostech. Do postranních místností jsou soustředěny rovněž malé soubory, jež nezapadají do hlavního proudu (ruská díla byzantské tradice, italská gotická malba). Hlavní expozice začíná v nejvyšším patře díly 16. století. Mezi prvními jsou díla Lucase Cranacha nebo Matthiase Grünewalda. Patří sem artefakty uloupené v Čechách za třicetileté války švédským vojskem, jako obrazy Giuseppa Arcimbolda, sousoší Adriaena de Vries Venuše s amorky, bronzový model jezdeckého pomníku císaře Rudolfa II. nebo třetinový model Rudolfova oblíbeného koně. K nejvýznamnějším kolekcím patří olejomalby Rembrandtovy (Simeon s Ježíškem v chrámě; Autoportrét; Portrét mladé ženy se šperky; Svatý Petr; aj.), Franse Halse a francouzských mistrů 18.- 19. století (např. portréty francouzského krále Ludvíka XIV. a Marie Antoinetty).

## Ostatní sbírky
Národní muzeum spravuje sbírky na mnoha zámcích, především královských, jako je Gripsholm, Drottningholm, Strömsholm, Rosersberg a Ulriksdal. Pod Národní muzeum dále patří Muzeum porcelánu v Gustavsbergu.

## Galerie

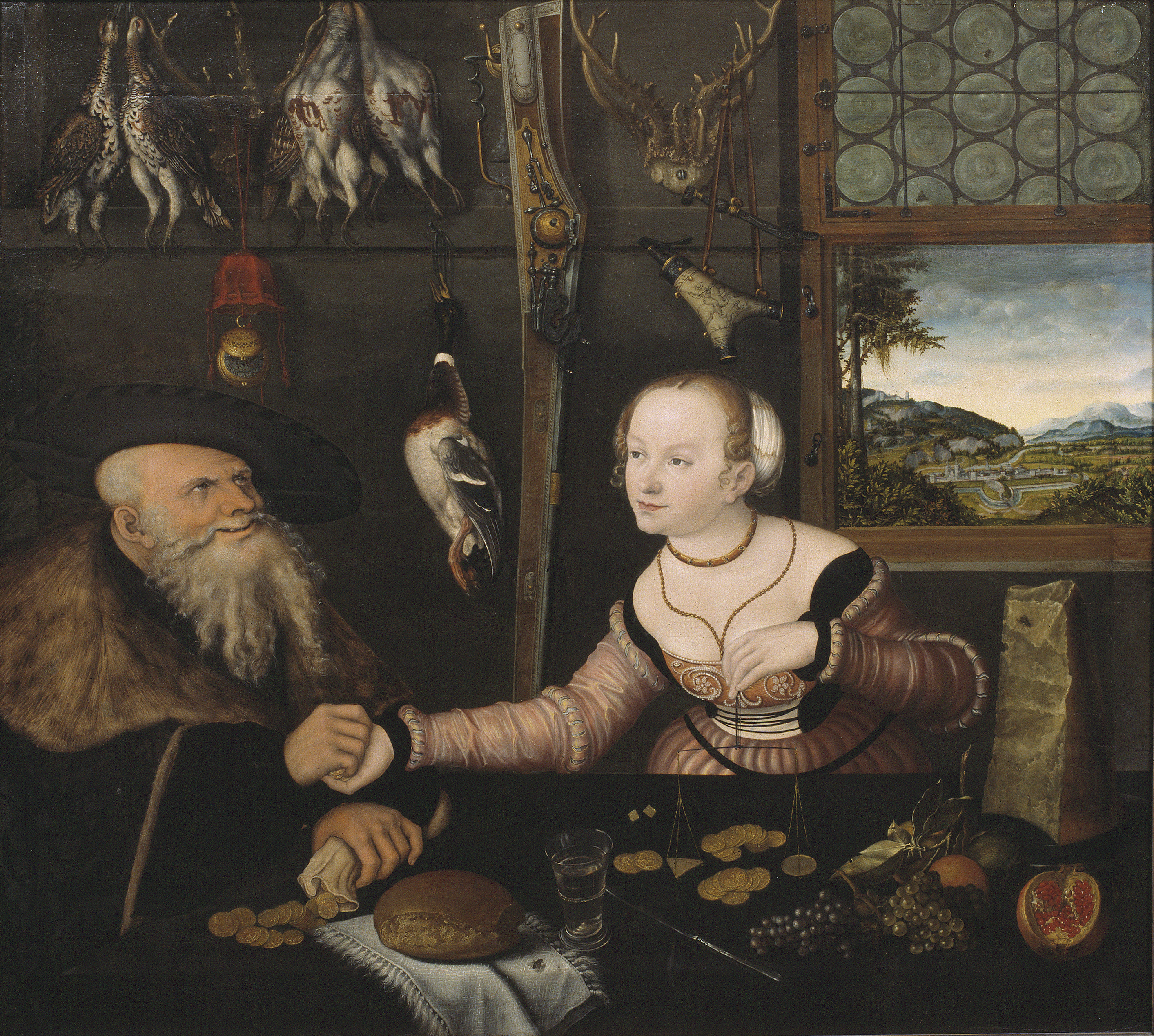
Lucas Cranach starší, Platba; 1532
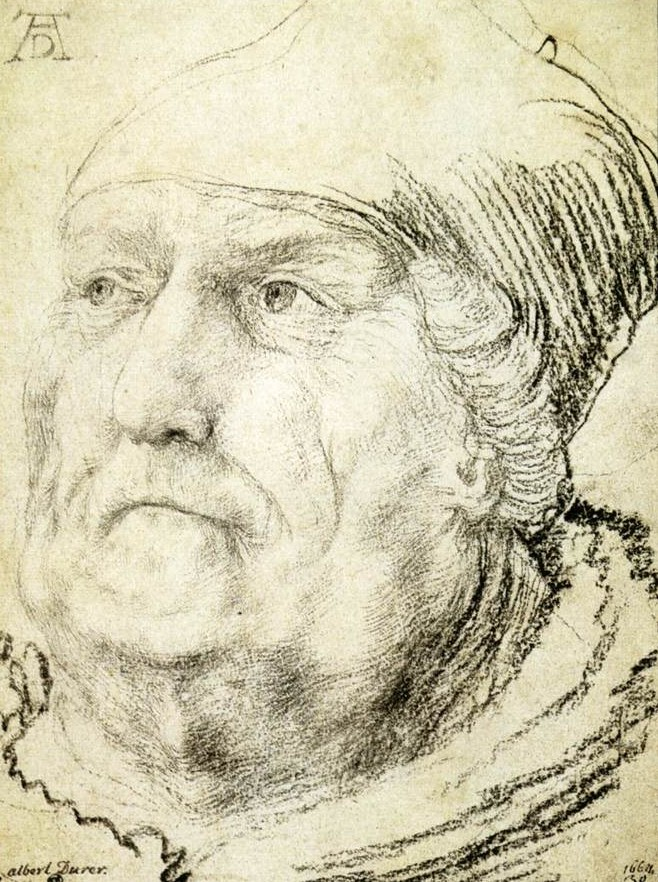
Matthias Grünewald: Hlava starce
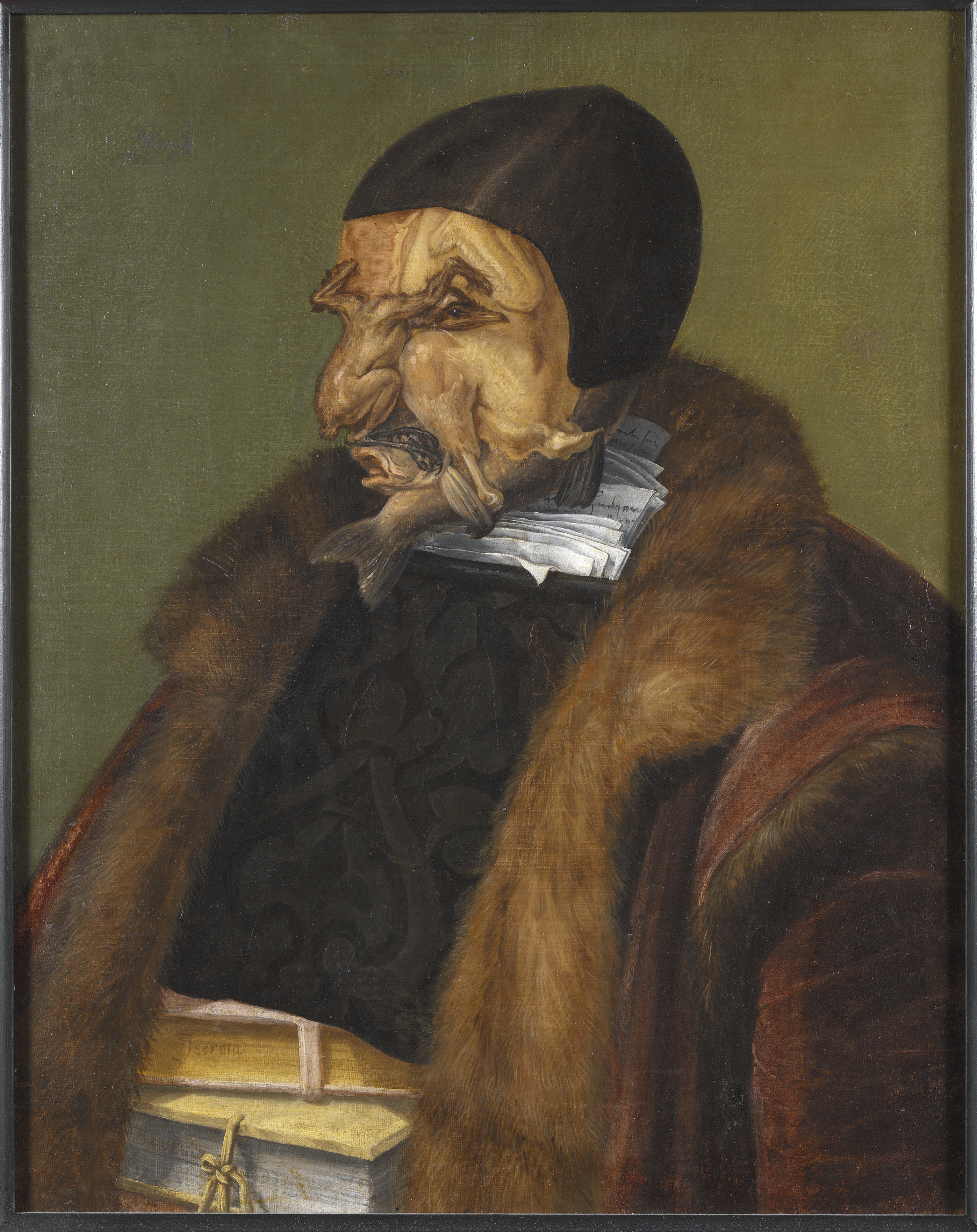
Arcimboldo:Portrét právníka Ulricha Zasia
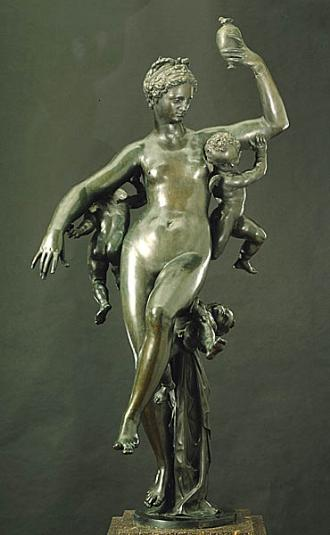
Adriaen de Vries:Psyché s amorky, bronz
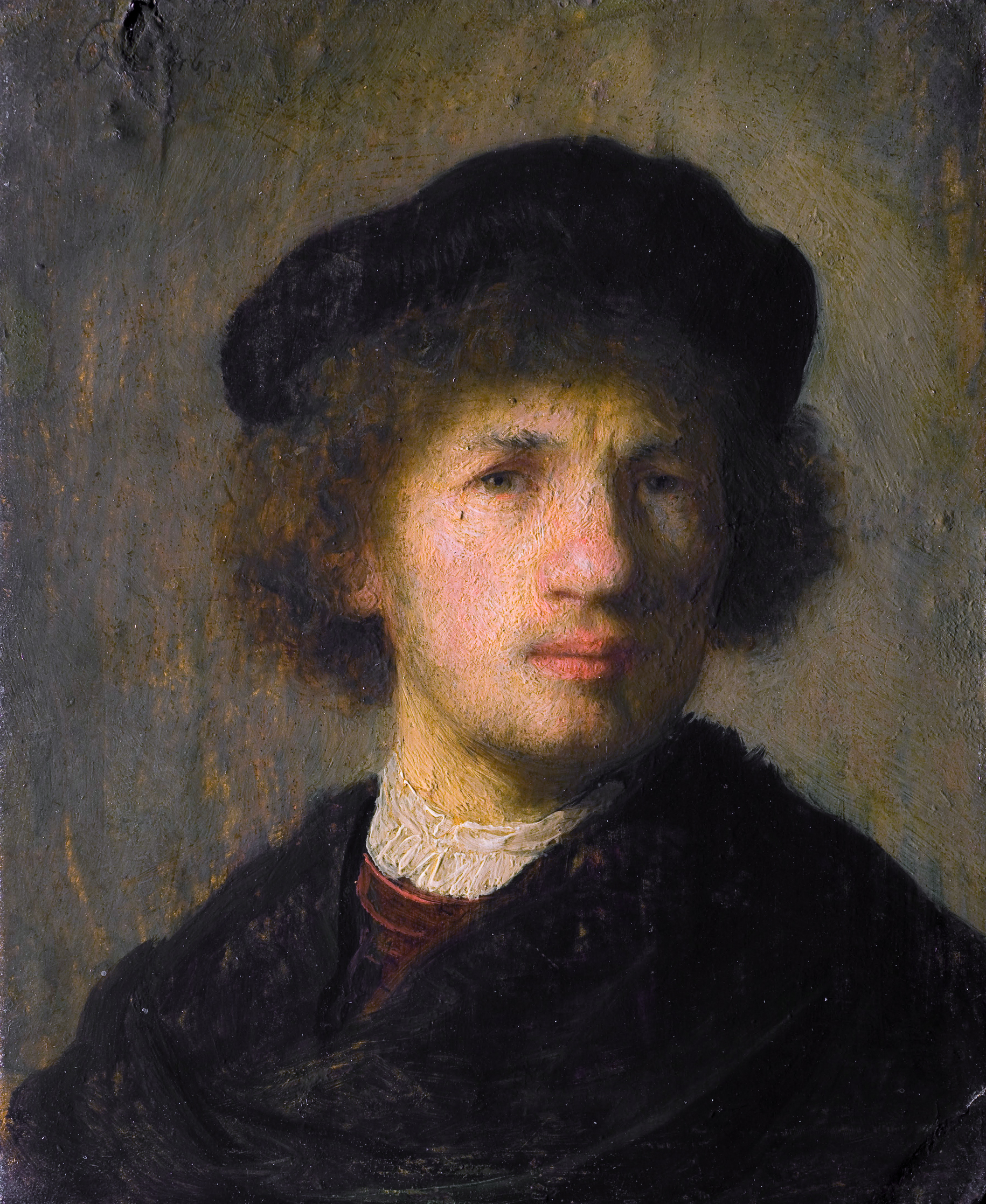
Rembrandt: Autoportrét
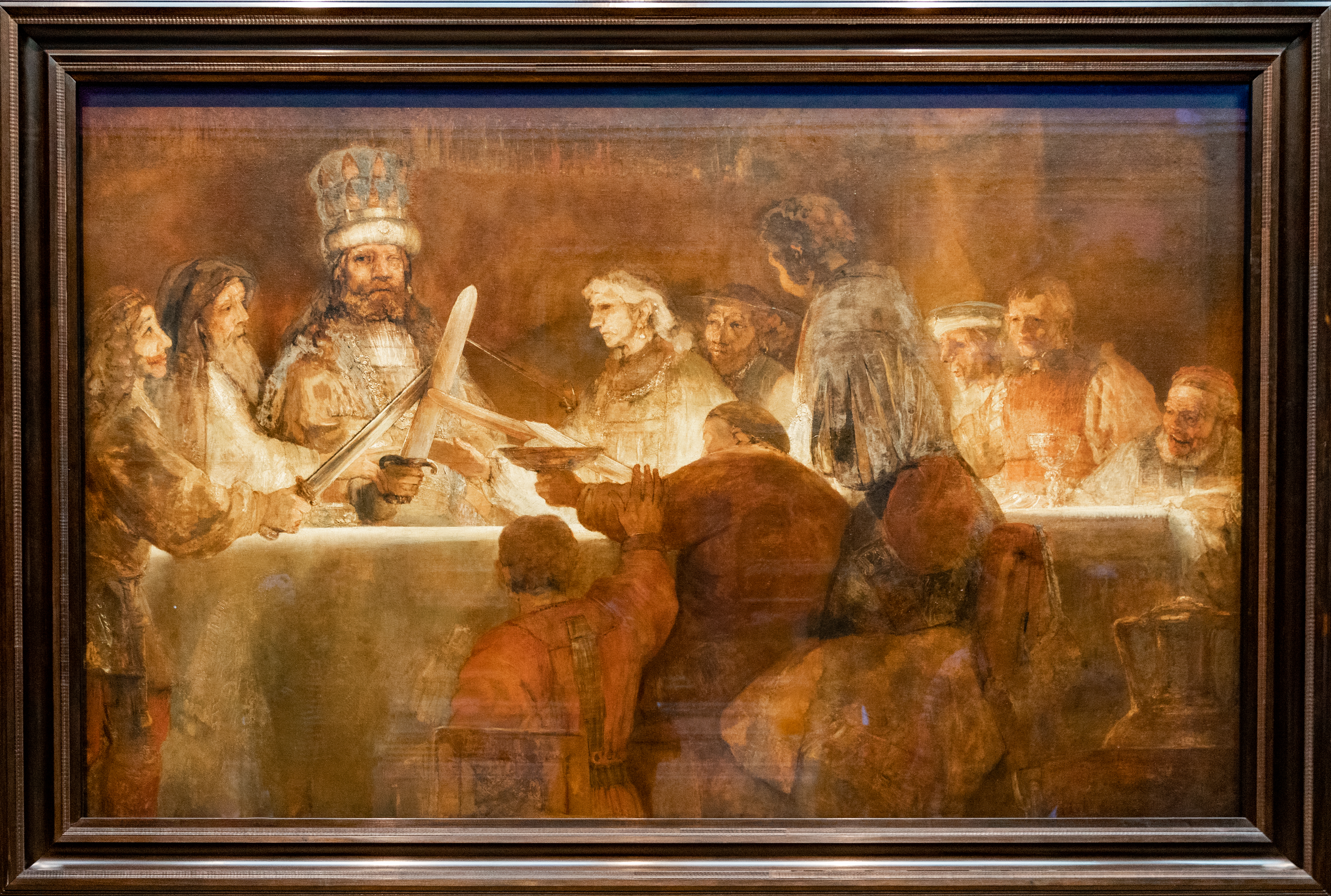
Rembrandt: Konspirace Claudia Civila, 1661-1662
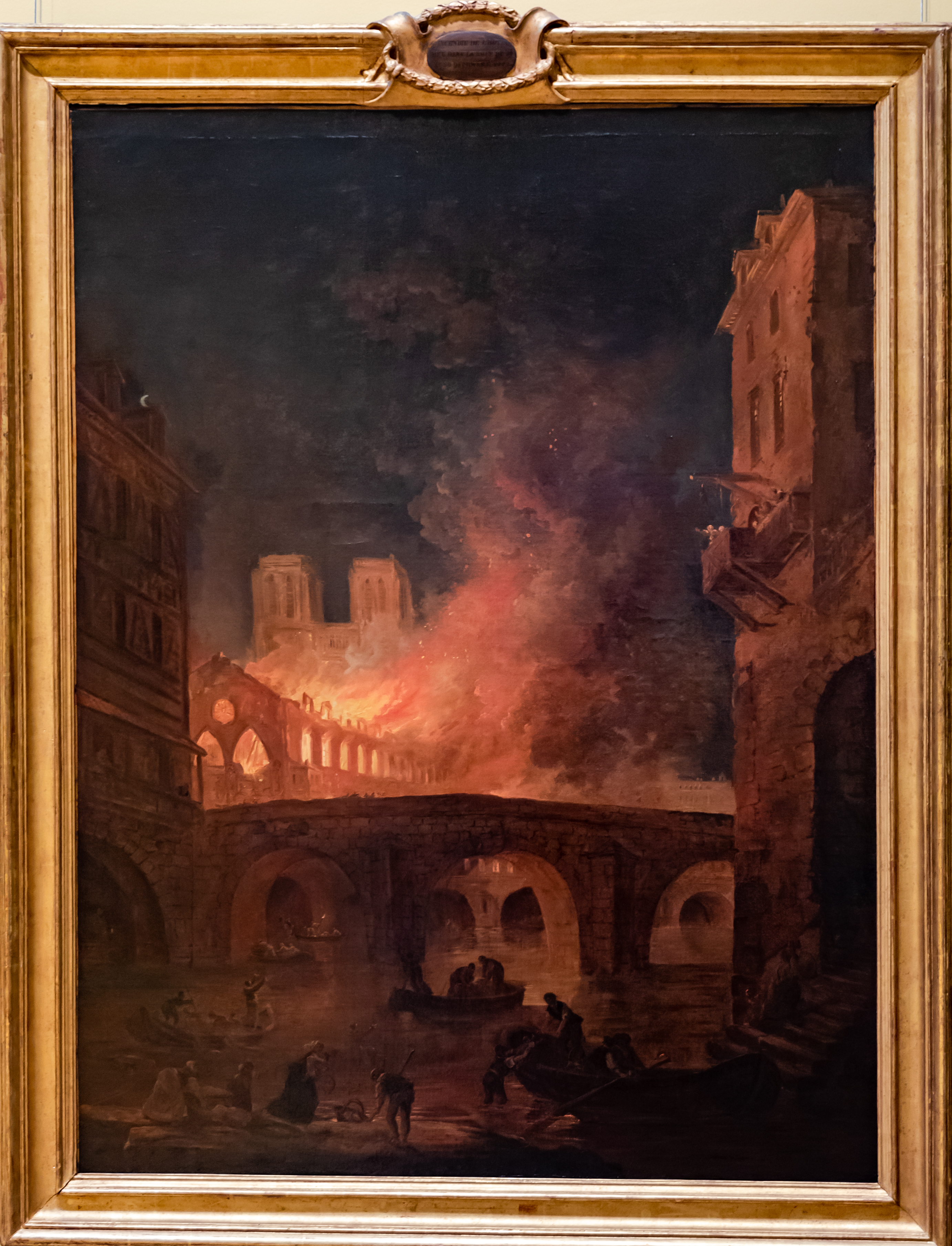
Hubert Robert: Požár pařížské radnice roku 1772
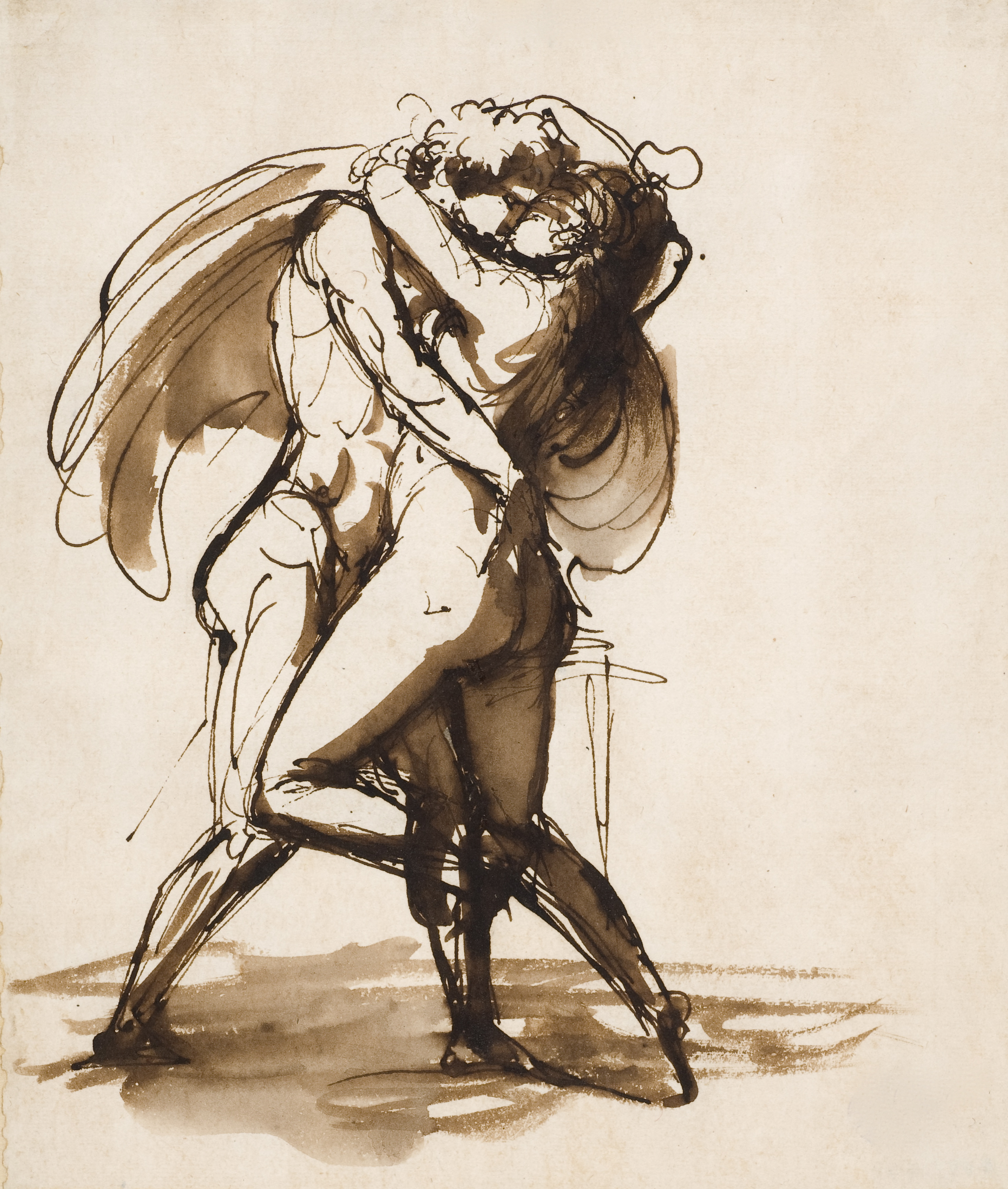
Johan Tobias Sergel: Líbající se milenci
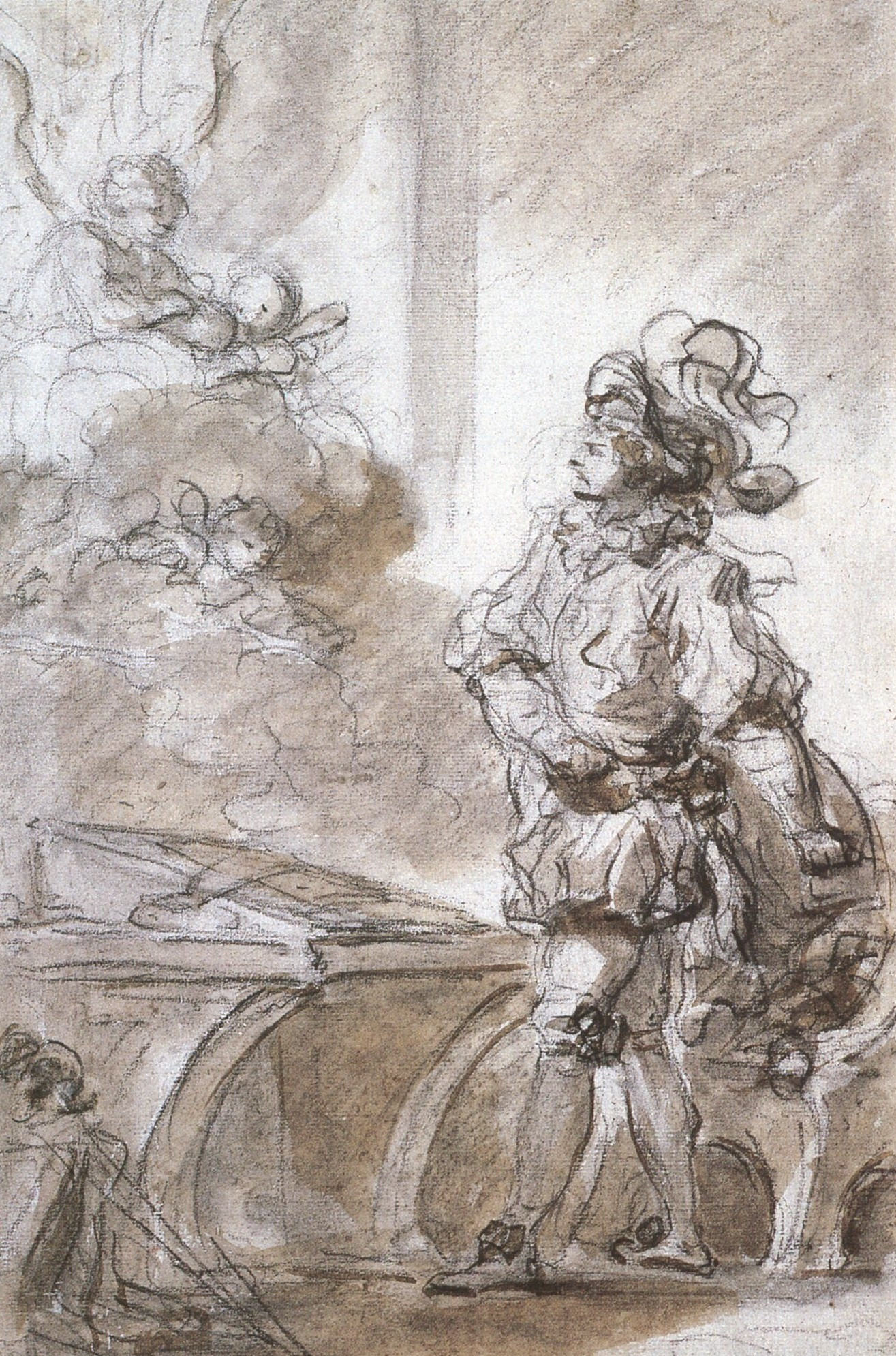
Jean-Honoré Fragonard Ruggiero se připravuje napsat Brandamantovi
Jean-Baptiste-Isabey: Napoleon Bonaparte
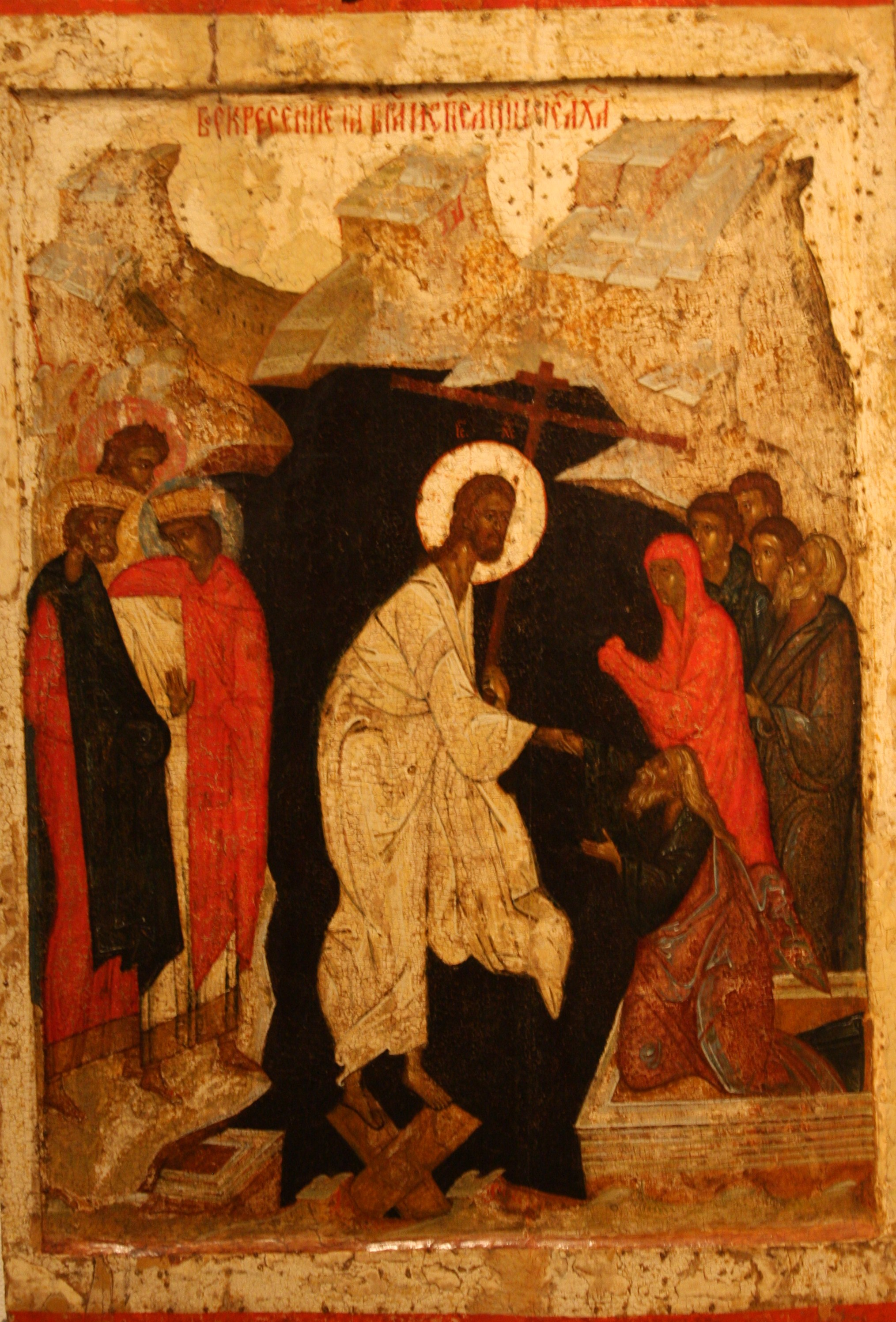
Anastasis
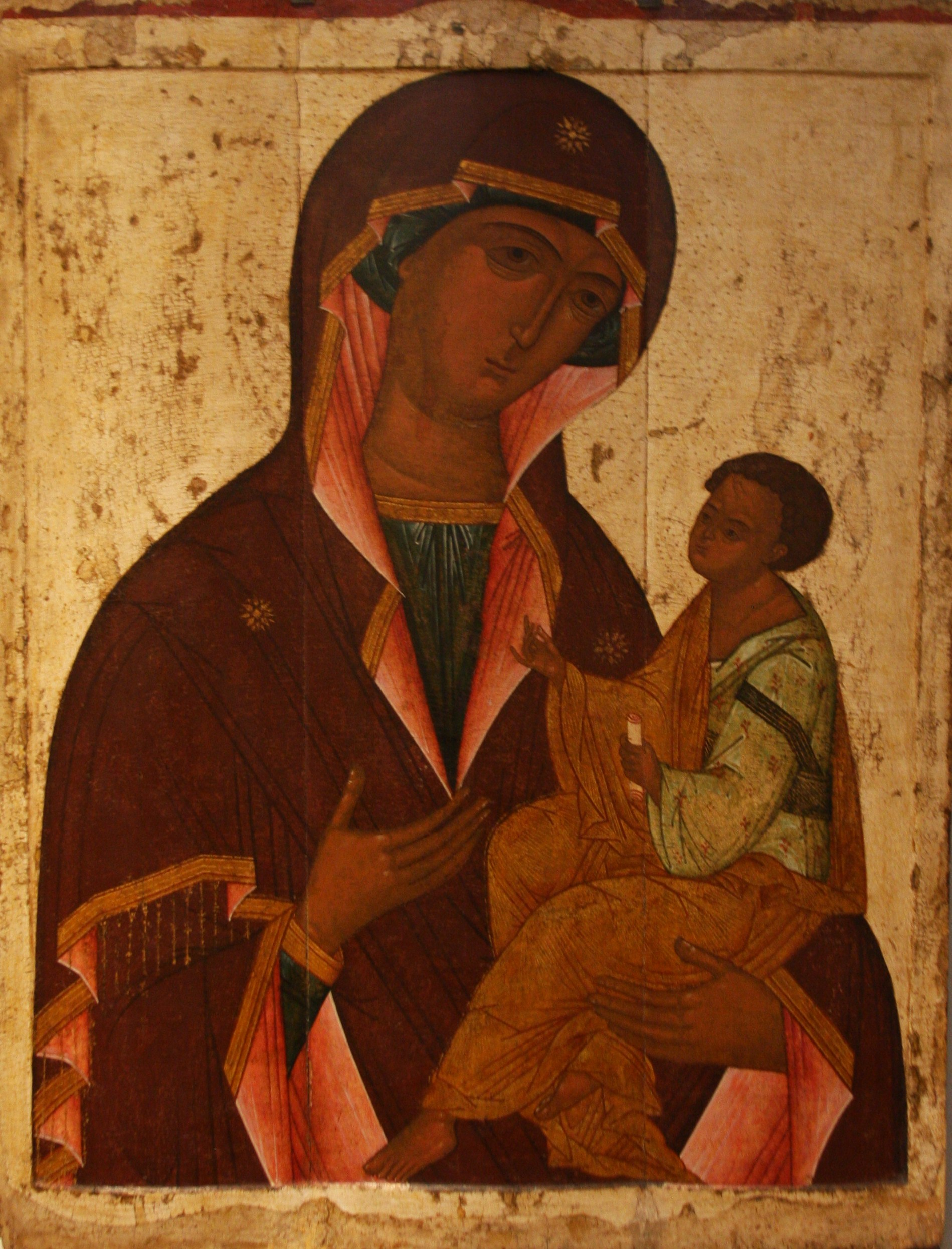
Panna Maria Gruzínská
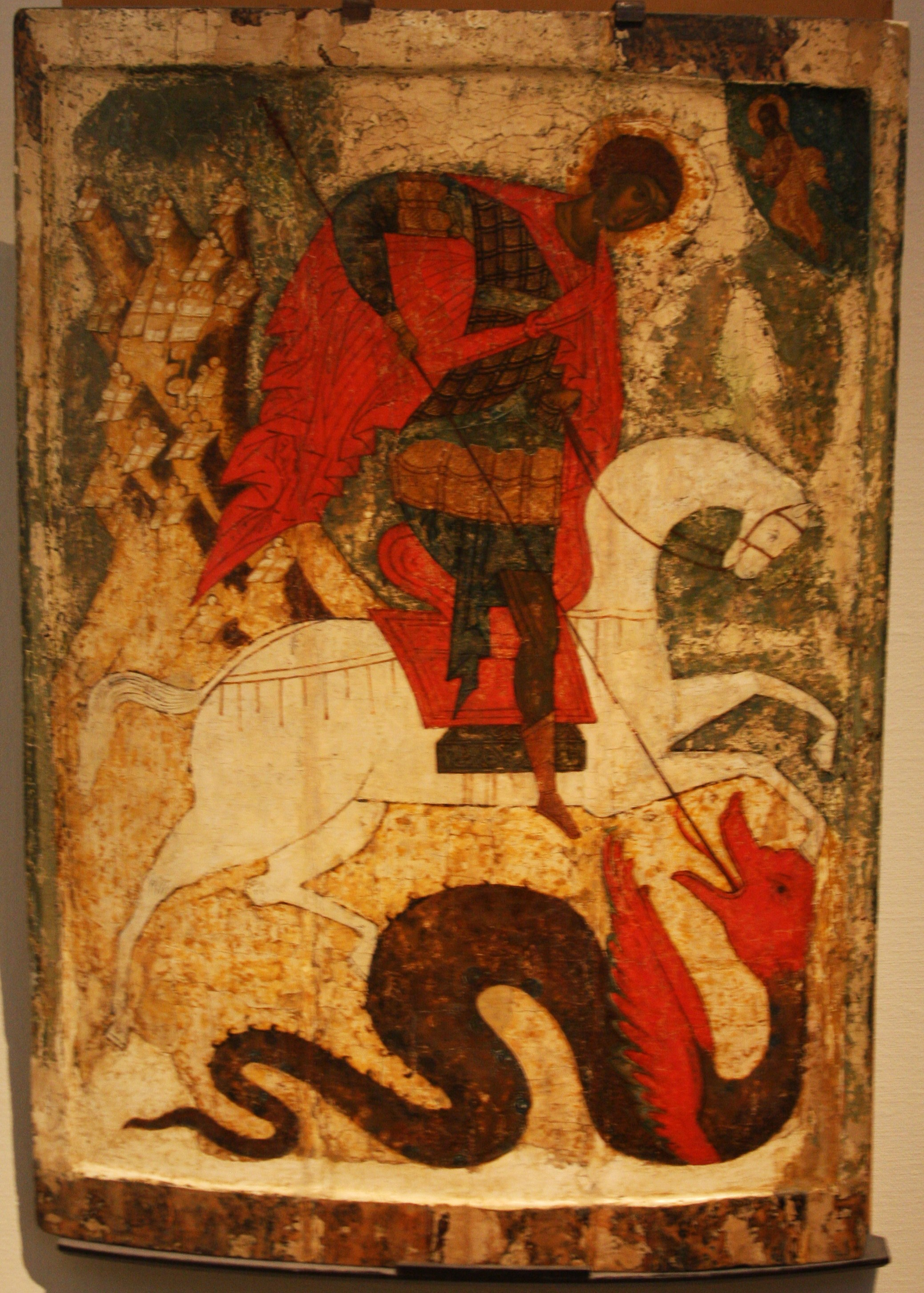
Sv. Jiří s drakem
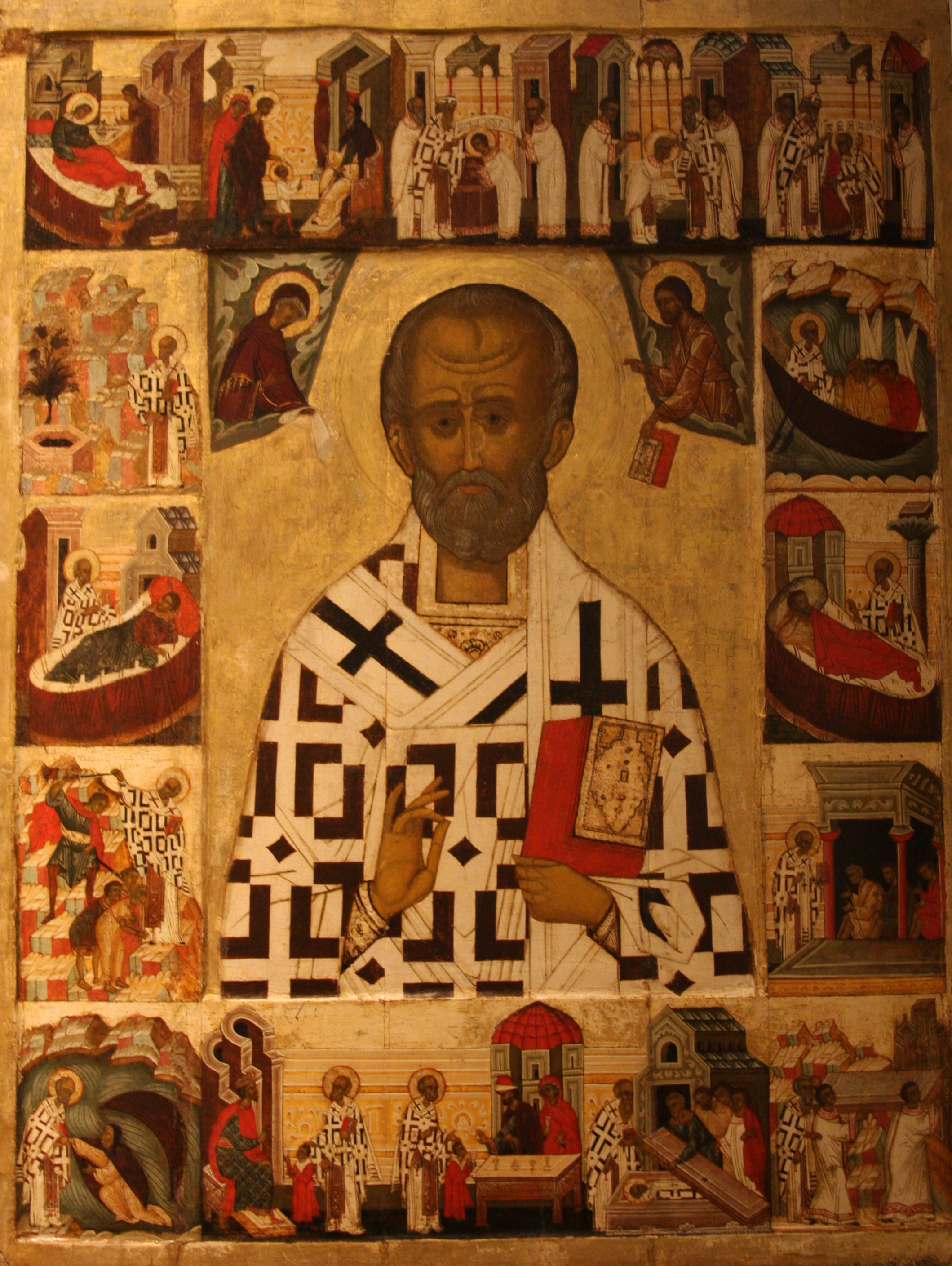
Sv. Mikuláš
Alexander Roslin: Dáma se závojem
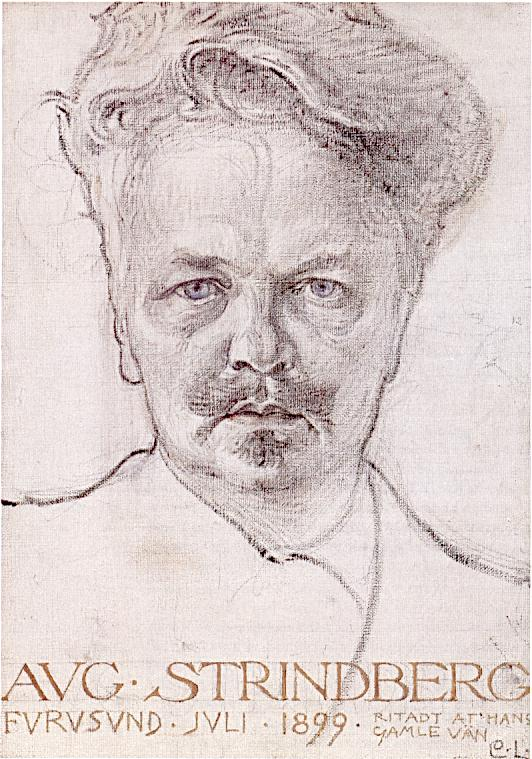
Carl Larsson: August Strindberg
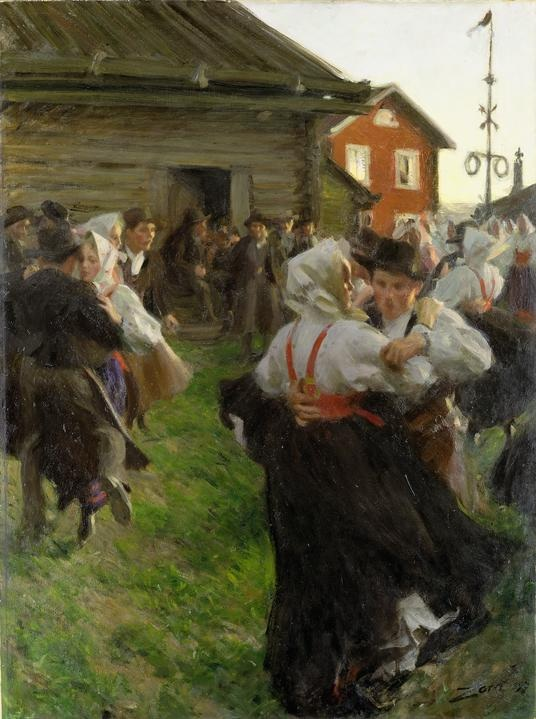
Anders Zorn: Svatojánský tanec
Lauritz Andersen Ring: Snídaně
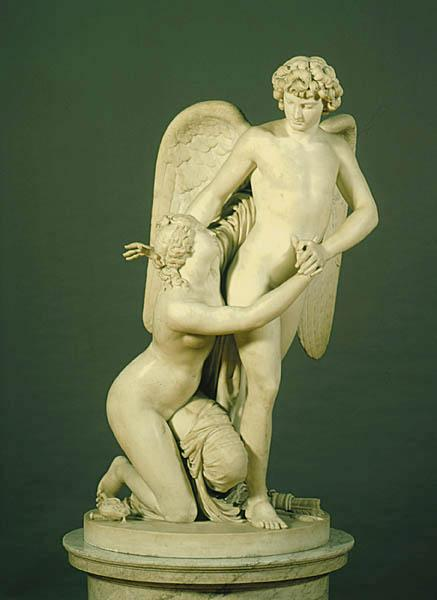
Johan Tobias Sergel: Amor a Psýché
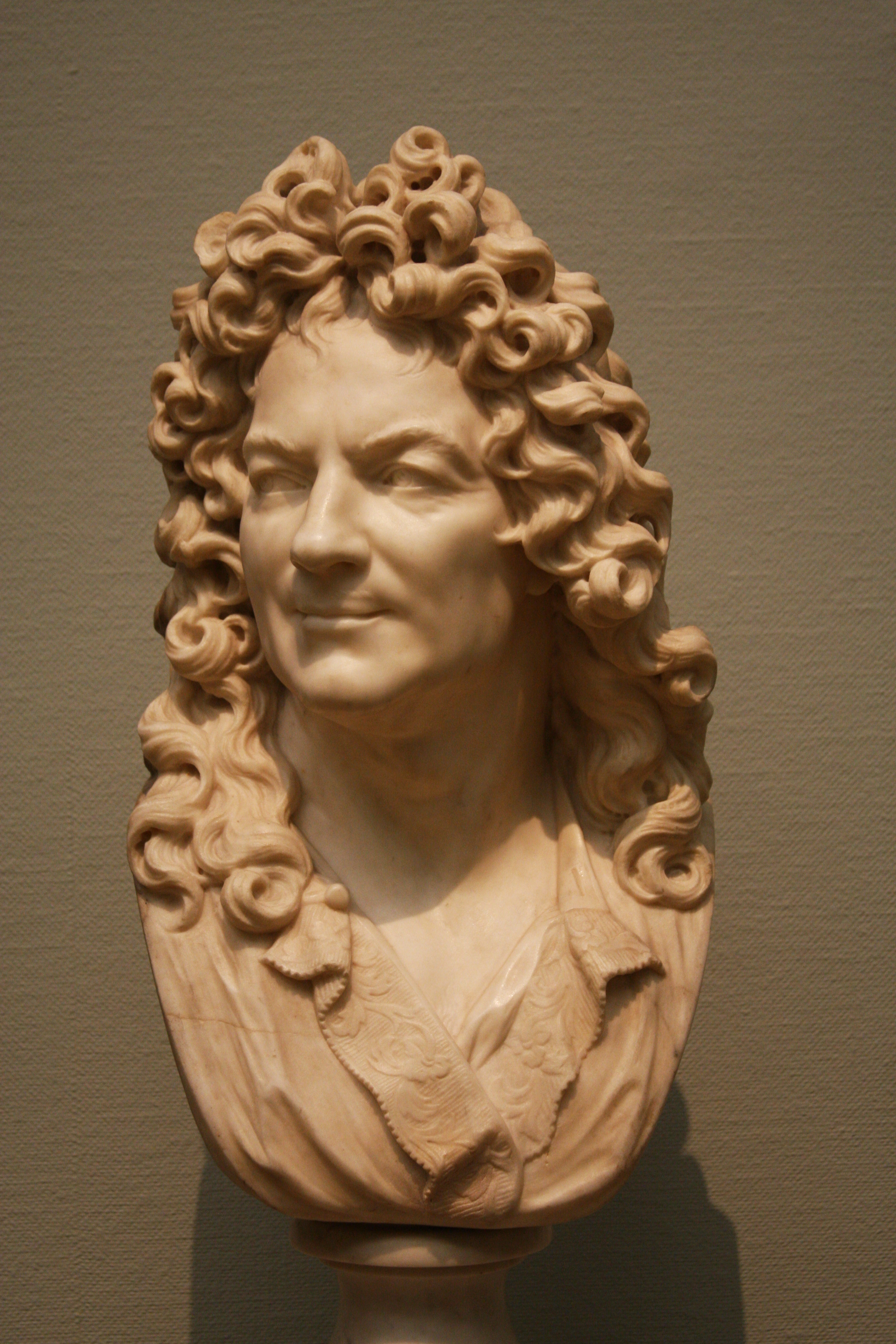
Antoine Coysevox: Portrétní busta
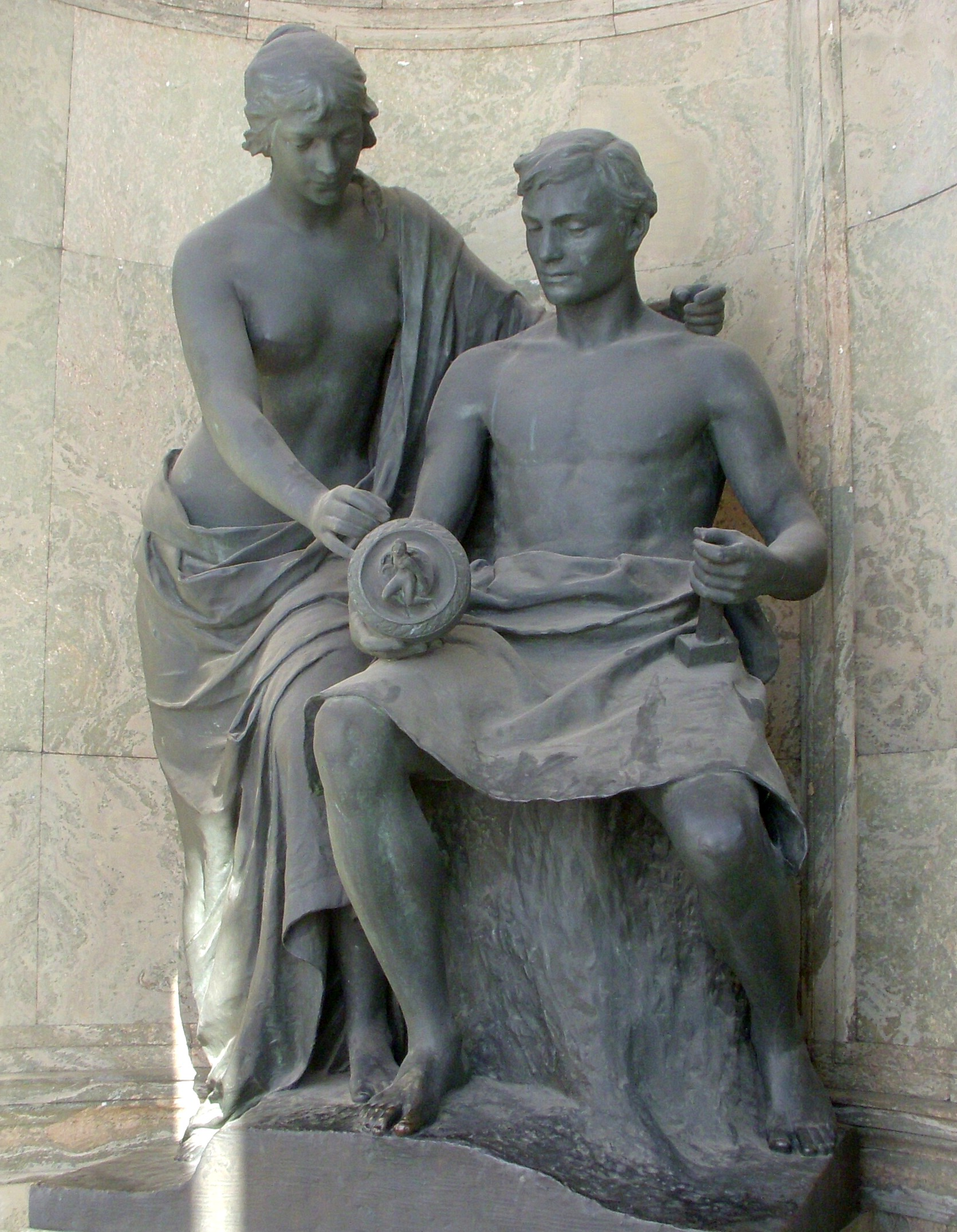
Christian Eriksson: Umělec
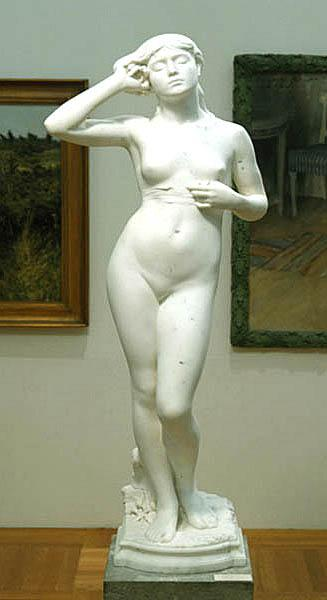
Per Hasselberg: Akt
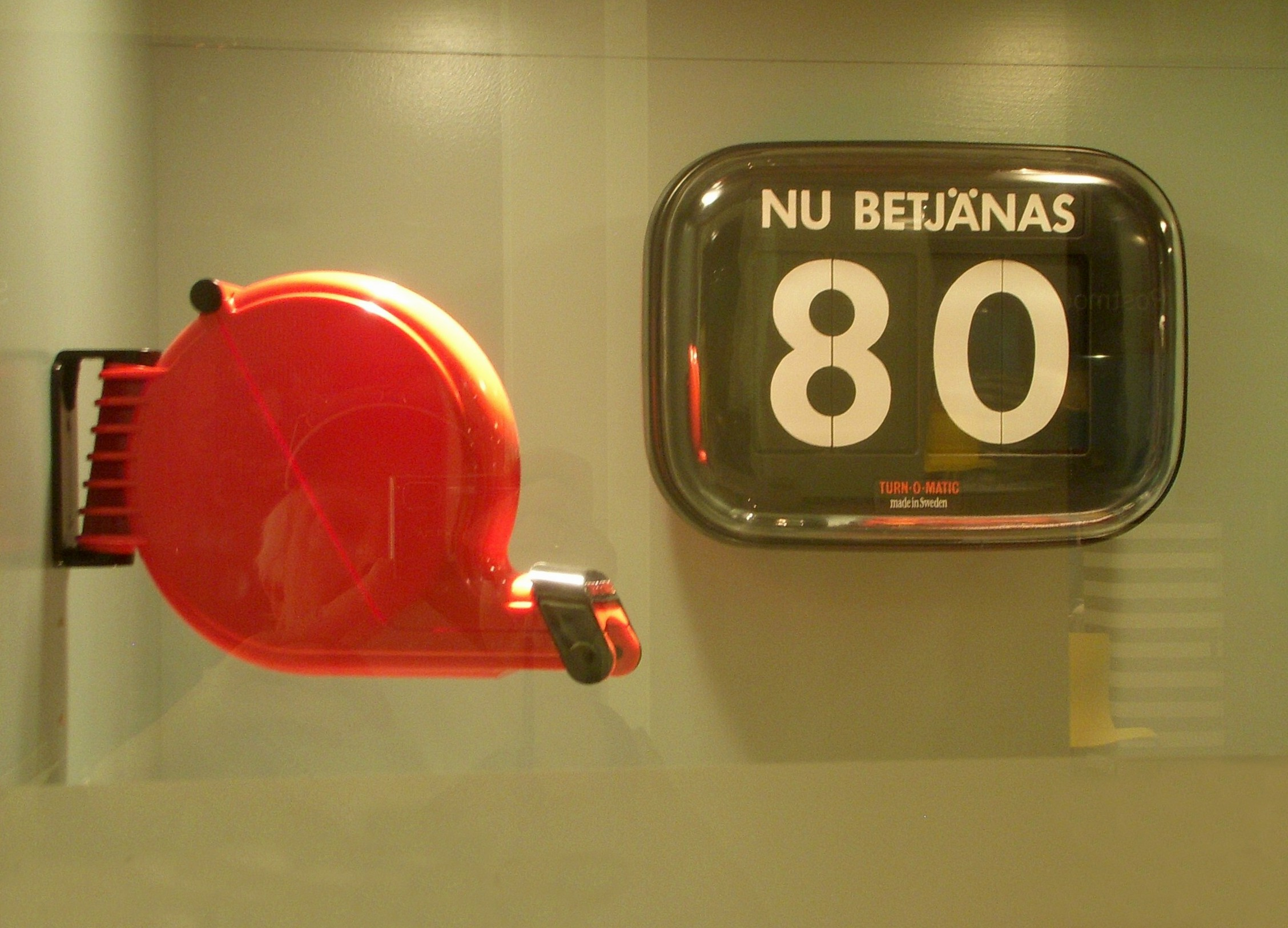
A&E Design: Turn-o-Matic
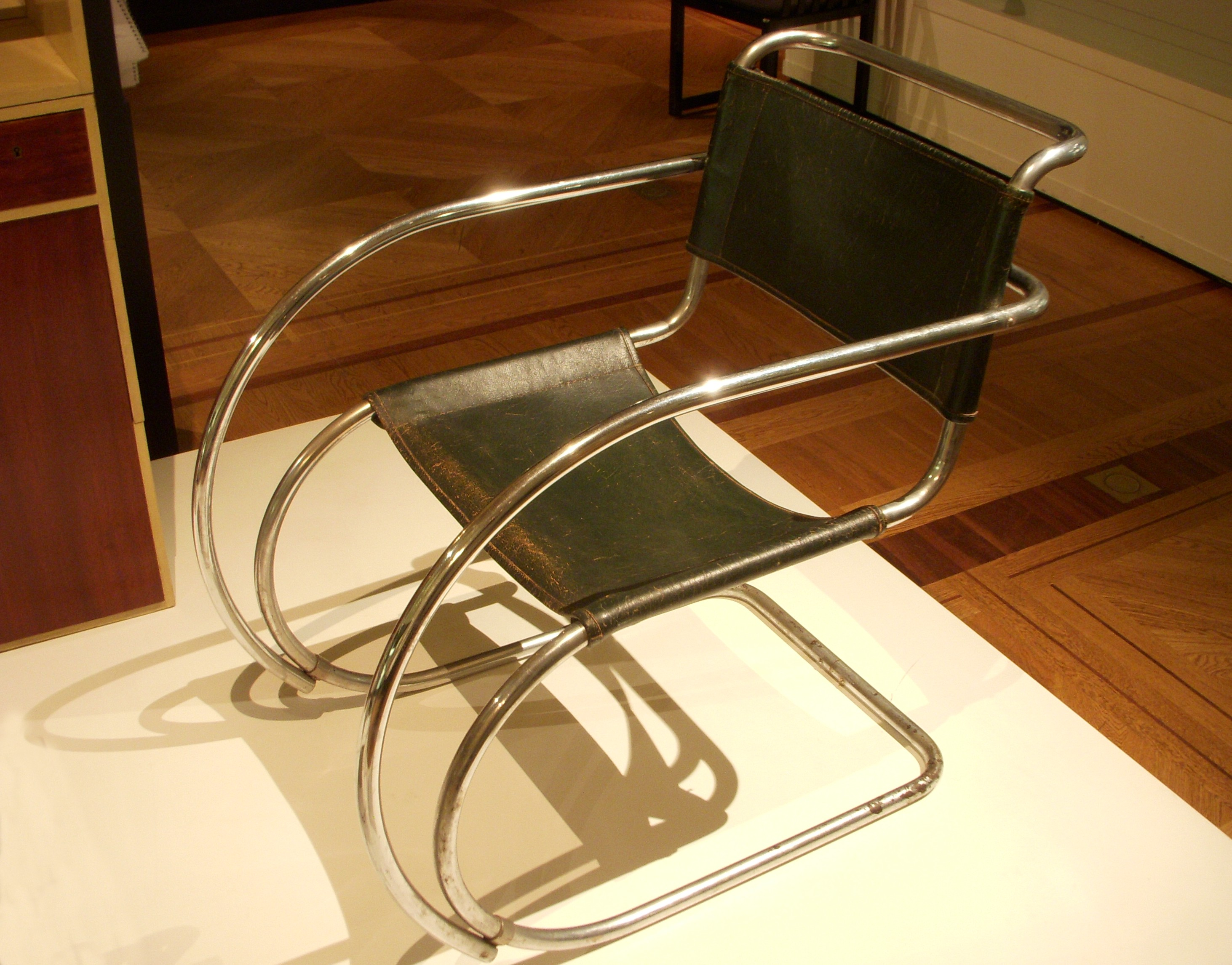
Mies van der Rohe: Křeslo
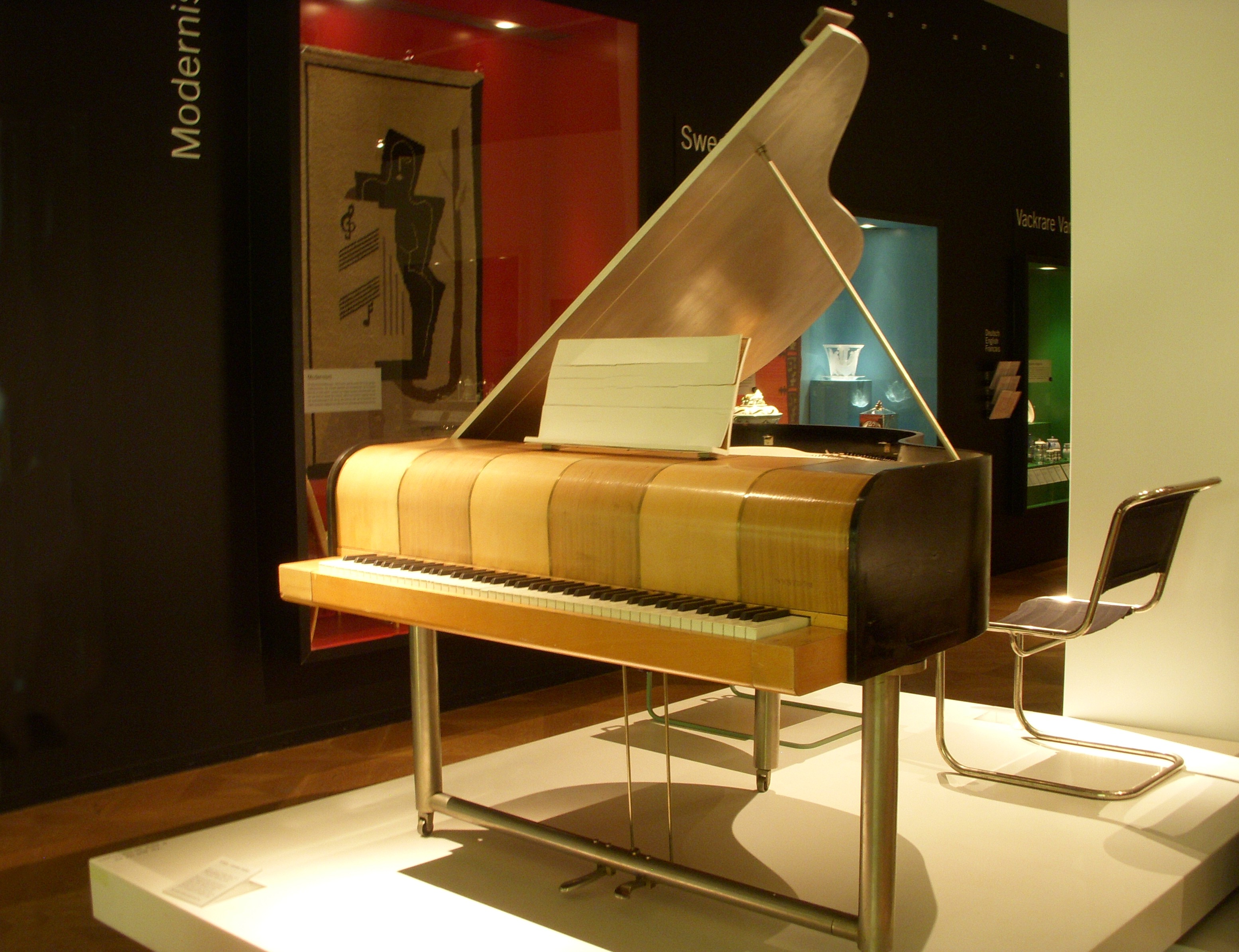
Sigurd Lewerentz: Piano
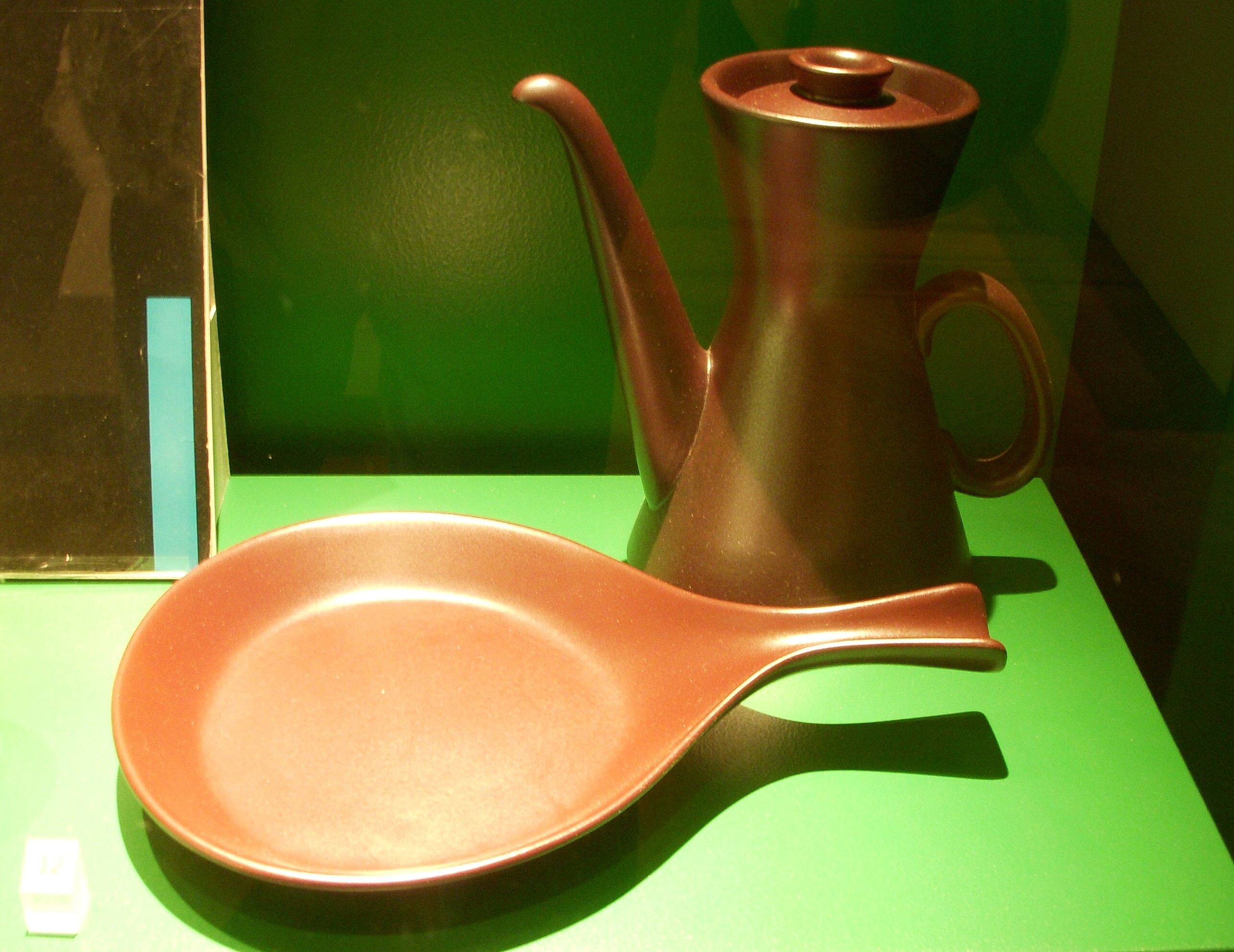
Stig Lindberg: Terma